# Folco di Calavra
Folco di Calavra o Folco di Calabria (siglo XIII – ?) fue un poeta italiano de la escuela siciliana de Federico II.

## Biografía
Gracias a las investigaciones hechas por Francesco Torraca y de Francesco Scandone en 1904 se pueden recabar varios antecedentes biográficos sobre este poeta. Según Aniello Fratta, Folco di Calavra fue nieto de Pietro Ruffo di Calabria, conde de Catanzaro y hermano de Giordano Ruffo, autor del  Liber mariscalciae, y además giustiziere de Sicilia y luego de Viceré.
En 1250 firmó el testamento de Federico II, mientras que al año siguiente firmó dos privilegios concedidos a Giustinopoli (Capodistria) y Parenzo por Conrrado. Al igual que su tío, fue enemigo implacable de Manfredo de Sicilia, distinguiéndose en las represiones de algunas ciudades sicilianas (entre las cuales estaban Caltagirone, Mistretta, Plaza, Aidone y Castrogiovanni) después del acto de desobediencia de Pietro Ruffo al príncipe suabo. Pietro huyó a Nápoles; Folco resistió solo en los castillos de Santa Cristina y de Bovalino hasta que Federico Lancia cambió el bloqueo sin obligarlo a rendirse. Corría el año 1256.

## Obras
Se conserva una canción titulada D'Amor distretto vivo doloroso.